# Ardices meridionalis
Ardices meridionalis là một loài bướm đêm thuộc phân họ Arctiinae, họ Erebidae.